# Арджентера (връх)
Арджентера (Monte Argentera) е планински масив и връх в Приморските Алпи в северозападна Италия, провинция Пиемонт, и югоизточна Франция, департамент Алп Маритим. Със своите 3297 м надморска височина той е първенец на този дял на Алпите. Масивът се простира от север на юг, между реките Гесо и Везуби и има обща дължина 20 км. Съставен е главно от кристализирали метаморфни скали - гнайс. Арджентера е оформен от ледникова дейност и има скалист алпийски вид с много стръмни, често отвесни склонове. От западната страна се спуска 800-метрова стена, често посещавана от алпинисти, а от север скалите се синеят, заради наличието на лазуритни елементи.
Хребетът има четири върха, от които най-висок е южният. От него на север те са: Сима юг - 3297 м, Сима север - 3286 м, Пунта Гелас - 3261 м, Стела - 3262 м. На билото има поне още 5 точки с височина над 3000 м., но те не се считат за част от Арджентера. Известен със своите възможности за планинско катерене е връх Корно Стела (3050 м) в северната част. Панорамата, която се разкрива от върха е прекрасна. В ясен и сух ден тя позволява да се види голяма част от Паданската низина, близките части от Апенините и Прованс, както и голяма част от алпийската дъга чак до Матерхорн.
Името на масива идва от латинската дума argentum, която означава „сребро“. Предполага се, че това се дължи на сребристия му вид през по-голямата част от годината заради неразтопените останки от сняг.